# Distrito de Mosonmagyaróvár
El distrito de Mosonmagyaróvár (húngaro: Mosonmagyaróvári járás) es un distrito húngaro perteneciente al condado de Győr-Moson-Sopron.
En 2013 tiene 72 532 habitantes. Su capital es Mosonmagyaróvár.

## Municipios
El distrito tiene 3 ciudades (en negrita), un pueblo mayor (en cursiva) y 22 pueblos
(población a 1 de enero de 2012):
- Ásványráró (1858)
- Bezenye (1393)
- Darnózseli (1566)
- Dunakiliti (1857)
- Dunaremete (241)
- Dunasziget (1437)
- Feketeerdő (563)
- Halászi (2973)
- Hegyeshalom (3479)
- Hédervár (1195)
- Jánossomorja (5912)
- Károlyháza (648)
- Kimle (2195)
- Kisbodak (354)
- Lébény (3159)
- Levél (1777)
- Lipót (675)
- Máriakálnok (1692)
- Mecsér (589)
- Mosonmagyaróvár (32 720) – la capital
- Mosonszolnok (1676)
- Mosonudvar (498)
- Püski (641)
- Rajka (2563)
- Újrónafő (793)
- Várbalog (385)